# Пелайос-де-ла-Преса
Пелайос-де-ла-Преса (ісп. Pelayos de la Presa) — муніципалітет в Іспанії, у складі автономної спільноти Мадрид. Населення — 2544 особи (2010).
Муніципалітет розташований на відстані близько 55 км на захід від Мадрида.

## Демографія
Динаміка населення (INE ):

## Галерея зображень

Розташування муніципалітету у автономній спільноті Мадрид